# Dikrella unica
Dikrella unica är en insektsart som beskrevs av Ruppel och Delong 1953. Dikrella unica ingår i släktet Dikrella och familjen dvärgstritar. Inga underarter finns listade i Catalogue of Life.